# Lưu Hoan
Lưu Hoan (sinh ngày 26 tháng 8 năm 1963 tại Thiên Tân) là một ca sĩ kiêm người viết bài hát của Trung Quốc. Ông là một trong những người đi tiên phong trong nền nhạc pop thời hiện đại ở nước này cũng như được coi là Ông hoàng nhạc nhẹ Trung Quốc. Ông vừa kết hợp sự nghiệp âm nhạc của mình với việc giảng dạy lịch sử âm nhạc phương Tây tại ngôi trường Đại học Kinh doanh và Kinh tế đối ngoại ở Bắc Kinh.

## Tại Việt Nam
Tại thị trường Việt Nam, Lưu Hoan được biết đến là người thể hiện những ca khúc nhạc phim nổi tiếng như:
| STT | Tên gốc bài hát tiếng Trung (bính âm) | Tên tiếng Anh        | Tên tiếng Việt        | Trích xuất từ                              | Năm phát hành | Quốc gia phát hành |
| --- | ------------------------------------- | -------------------- | --------------------- | ------------------------------------------ | ------------- | ------------------ |
| 1   | 好汉歌 (Hǎo Hàn Gē)                   | Heroes' Song         | Hảo Hán Ca            | Nhạc phim Thủy hử                          | 1998          | Trung Quốc         |
| 2   | 我欲成仙 (Wǒ Yù Chéng Xiān)           |                      | Ta Muốn Thành Tiên    | Nhạc phim Hậu Tây du ký                    | 2000          | Trung Quốc         |
| 3   | 北京欢迎你 (Běijīng huānyíng nǐ)      | Beijing Welcomes You | Bắc Kinh đón chào bạn | Ca khúc chủ đề của Thế vận hội Mùa hè 2008 | 2008          | Trung Quốc         |